# Matthias Becker (Theologe)
Matthias Becker (* 1982 in Frankfurt am Main) ist ein deutscher Klassischer Philologe und evangelischer Theologe.

## Leben
Von 2003 bis 2012 studierte Becker Evangelische Theologie und Klassische Philologie an der Universität Heidelberg und an der Universität Tübingen. Er war Stipendiat der Studienstiftung des deutschen Volkes. Sein Studium schloss er 2009 in Heidelberg mit dem Magister artium (Ev. Theologie, Griechisch) sowie 2012 mit dem Staatsexamen für das Lehramt an Gymnasien ab (Ev. Theologie, Latein, Griechisch). 2011 wurde er an der Universität Tübingen zum Dr. phil. in Griechischer Philologie promoviert. Seine Dissertation über die Philosophen- und Sophistenbiographien des Eunapios von Sardes wurde von Irmgard Männlein-Robert betreut.
In den Jahren 2011 bis 2019 arbeitete Becker als wissenschaftlicher Mitarbeiter zunächst in einem gräzistischen Teilprojekt im Tübinger Sonderforschungsbereich (SFB) 923 Bedrohte Ordnungen (2011–2015), dann in einem neutestamentlichen Teilprojekt im Göttinger Sonderforschungsbereich (SFB) 1136 Bildung und Religion (2015–2019). 2017 folgte die Promotion zum Dr. theol. in Evangelischer Theologie (Patristik) an der Universität Göttingen bei Peter Gemeinhardt. Gegenstand dieser Dissertation war eine kommentierte Neuausgabe der Fragmente der christenkritischen Schrift des Platonikers Porphyrios Contra Christianos.
Als Stipendiat der Alexander-von-Humboldt-Stiftung (AvH) absolvierte Becker Forschungsaufenthalte am University College Oxford (2016), wo er an einem Projekt über Hesiods Lehrgedicht Werke und Tage arbeitete, sowie an der Yale Divinity School (2019). Von 2019 bis 2020 war er wissenschaftlicher Mitarbeiter am Lehrstuhl des Göttinger Neutestamentlers Reinhard Feldmeier, der auch sein Habilitationsprojekt über das lukanische Doppelwerk im Vergleich mit den Schriften des Dion Chrysostomos betreute. Nach der Habilitation 2019 (Venia legendi für das Fach Neues Testament) an der Universität Göttingen ist Becker seit 2020 Ordinarius für Neutestamentliche Theologie an der Universität Heidelberg.
Zu seinen Forschungsschwerpunkten zählen das Neue Testament im Kontext der griechisch-römischen Kultur, das lukanische Doppelwerk, die Pastoralbriefe, Ehe und Familie im Neuen Testament und frühen Christentum, antike Philosophie, antike Biographik und hagiographische Diskurse, pagane Kritik am Christentum in Kaiserzeit und Spätantike sowie die Erforschung von Polemik und Bedrohungskommunikation in antiker christlicher und griechisch-römischer Literatur.

## Schriften (Auswahl)
- Eunapios aus Sardes: Biographien über Philosophen und Sophisten. Einleitung, Übersetzung, Kommentar. Stuttgart 2013.
- Porphyrios: Contra Christianos. Neue Sammlung der Fragmente, Testimonien und Dubia mit Einleitung, Übersetzung und Anmerkungen. Berlin 2016.
- Die Bedrohung der Polis. Hesiods Werke und Tage als Zeugnis literarischer Bedrohungskommunikation. Tübingen 2018.
- Lukas und Dion von Prusa. Das lukanische Doppelwerk im Kontext paganer Bildungsdiskurse. Paderborn 2020.
- Ehe, Familie und Agamie. Die Begründung von Lebensformen angesichts gesellschaftlicher Pluralität im Neuen Testament und heute. Tübingen 2024.